# Trioxys ameraceris
Trioxys ameraceris är en stekelart som beskrevs av Smith 1944. Trioxys ameraceris ingår i släktet Trioxys och familjen bracksteklar. Inga underarter finns listade i Catalogue of Life.